# Geeknet
Geeknet, Inc. é uma empresa do Condado de Fairfax, que possui loja online ThinkGeek. Anteriormente conhecido como VA Research, VA Linux Systems, VA Software, and SourceForge, Inc., foi fundada em 1993. Antigamente, era sediada em Mountain View, Califórnia.

## História

### VA Research
VA Research foi fundada em novembro de 1993, pelo estudante de graduação de Stanford  Larry Augustin e James Vera. Augustin era um colega de  Jerry Yang e David Filo Stanford, os fundadores do Yahoo!. VA Research construiu e vendeu computadores pessoais com sistema operacional instalado Linux , como uma alternativa para as estações de trabalho disponíveis no momento com Unix. No momento em que iniciou as suas operações, eles foram um dos primeiros fornecedores de computador Linux com um sistema operacional pré-instalado. Durante seus primeiros anos de funcionamento, o negócio era rentável e cresceu rapidamente, com mais de  $100 milhões em vendas e de 10% de margem de lucro em 1998. Foi o maior fornecedor de computadores com Linux pré-instalados, tendo cerca de 20 por cento do mercado de hardware com sistemas Linux.
Em outubro de 1998, a companhia recebeu investimentos de $5,4 milhões ($8 milhões quando ajustado para a inflação) da Intel e Sequoia Capital.

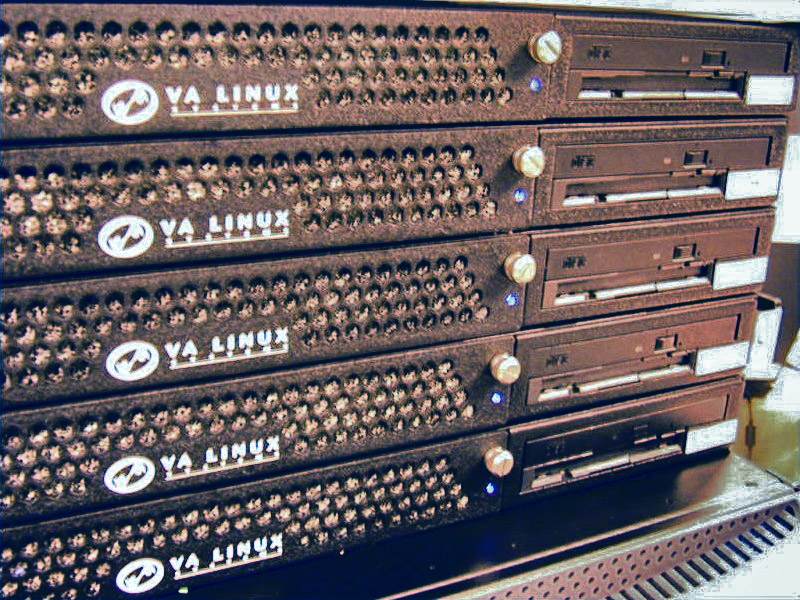
Servidores VA LINUX

Em Março e abril de 1999, VA Research adquiriu a Enlightenment Solutions, empresa de marketing Elétrica Líquen L. L. C., e VA do principal concorrente, Linux Hardware Solutions. Nesse ano, a VA Research também ganhou o direito de usar o dominio linux.com. Houve rumores que a Microsoft e a outros concorrentes (Compaq, Red Hat, e HP) tinha oferecido mais dinheiro para o domínio, mas não tinha planos detalhados para a sua utilização. Em Maio de 1999, VA criou a divisão da Linux Labs, incluindo a contratação do programador  Fred van Kempen, e os programadores  Jon "maddog" Hall, , Geoff "Mandrake" Harrison, Jeremy Allison, Richard Morrell (que mais tarde iria criar o projeto Smoothwall como um projeto dentro da VA Linux) e San "nettwerk" Mehat. No verão de 1999 os programadores Uriah Welcome, Tim Perdue and Drew Streib começaram a desenhar e a desenvolver o SourceForge. SourceForge foi lançado para o público na Comdex , em 17 de novembro de 1999. A VA começou a portar o Linux para os novos processadores IA-64. A Intel e a Sequoia, juntamente com a Silicon Graphics e outros investidores, adicionaram um adicional de $25 milhões ($36 milhões, ajustado pela inflação) de investimento em junho de 1999. Até então,a  VA planejou  alterar o seu nome para   VA Linux Systems e realizar uma oferta pública inicial de suas ações.[carece de fontes?]

### Oferta pública inicial

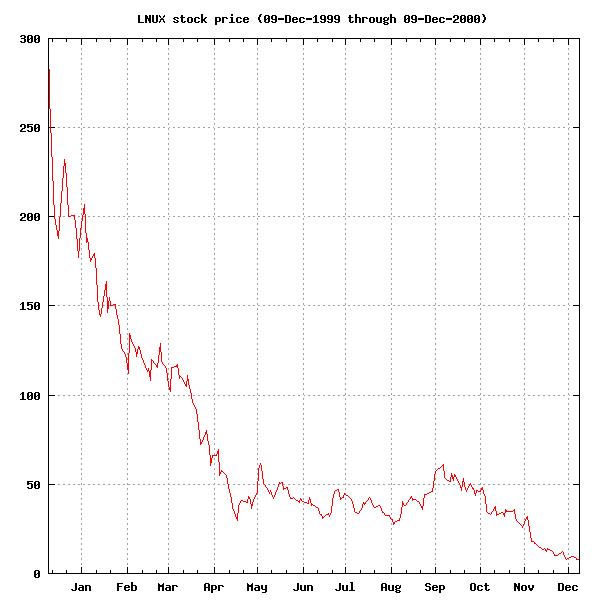
LNUX preço das ações (9 de dezembro de 1999 a 9 de dezembro de 2000)

A VA Linux Systems teve seu estoque público em uma oferta pública inicial de ações (IPO), em 9 de dezembro de 1999, sob o símbolo de ações LNUX. O IPO oferecidos ações era $30, mas os comerciantes somente realizaram a abertura do comércio quando os lances chegaram em $299. O estoque apareceu $320 no final do dia, e fechou seu primeiro dia de negociação de  $239.25—698-% retorno sobre o investimento. No entanto, o rápido sucesso foi de curta duração, dentro de um ano, o estoque foi vendido a preços bem abaixos da oferta inicial. 
Muitos autores de software livre foram convidados para comprar ações pelo preço inicial de oferta, como parte de uma "família e amigos".

### VA Software
A VA Linux  encontrou forte concorrência de outros fornecedores de hardware oferecendo o Linux com um sistema operacional pré-instalado, como a Dell. A companhia registrou perdas operacionais como resultado. Em 26 de junho de 2001, VA Linux, decidi que iria deixar os negócios de  sistemas-hardware  e focar no desenvolvimento de software. Durante o verão de 2001, todos os funcionarios envolvidos no desenvolvimento de hardware  foram demitidos como resultado desta mudança na empresa  com novo modelo de negócio.
Em 6 de dezembro de 2001, a companhia formalmente mudou seu nome para VA Software, reconhecendo que a maioria de seus negócios era agora de desenvolvimento de software  e serviços de informação. No entanto, a empresa Japonesa subsidiária ainda usa o nome de"VA Linux Systems Japan K.K." Em janeiro de 2002, a Sumitomo Corporation tornou-se o maior acionista no VA Linux Systems Japão, e a subsidiária Japonesa tornou-se independente do VA de Software.
OSDN  foi mudado para Open Source Technology Group (OSTG) em 2004.
VA Software vendeu sua fabrica para Jupitermedia Corporation , em 27 de dezembro de 2005, e o SourceForge Enterprise Edition para CollabNet , em 24 de abril de 2007.

### SourceForge

Sourceforge Inc. logo

VA Software mudou seu nome para SourceForge Inc. e fundiu-se com a OSTG em 24 de Maio de 2007; eliminando OSTG como uma entidade separada.
Em 5 de janeiro de 2009, Scott Kauffman foi nomeado Presidente e CEO da SourceForge, Inc.

### Geeknet
A SourceForge, Inc. tornou-se Geeknet, Inc. em 4 de novembro de 2009, criando-se a esta empresa e a fusão SourceForge para ele.
O presidente da Geeknet  e CEO Scott Kauffman renunciou em 4 de agosto de 2010. Ele foi substituído pelo Presidente Executivo Kenneth Langone. Em 10 de agosto de Jason Baird,  Diretor de Operações, e Michael Rudolph, Diretor de Marketing, demitiu-se, a partir de 31 de agosto de 2010. Jay Seirmarco, a Empresa Chief Technology Officer, também renunciou, a partir de 30 de setembro de 2010.

## Ganhos
Em 21 de fevereiro de 2006, VA Software relatou seu primeiro trimestre lucrativo. O lucro líquido do segundo trimestre fiscal de 2006, era de 10,5 milhões, ou 17 centavos de dólar por ação, comparado a um prejuízo líquido de $702,000, ou de uma moeda de um centavo por ação, no ano anterior segundo trimestre.[carece de fontes?][carece de fontes?]